# Peter Bockius
Peter Bockius (Freiburg im Breisgau, 25 september 1941) is een Duitse jazzbassist van de modernjazz.

## Biografie
Bockius leerde als kind piano en orgel. Na zijn opleiding tot docent studeerde hij van 1969 tot 1974 aan de Muziekuniversiteit van Freiburg. Hij trad ook op met lokale dixielandbands. Na zijn studie verhuisde hij naar Bazel en speelde hij met Umberto Arlati, leden van de Zwitserse Jazzschool en met een big band. Vanaf 1978 was hij lid van het kwartet van Wolfgang Engstfeld en Michel Herr. Daarna werkte hij samen met Ed Kröger, maar ook met Tete Montoliu, Uli Beckerhoff (Home Again, 1979), Wolfgang Lackerschmid en Paul Grabowsky. Op de Leverkusener Jazztage 1984 trad hij op met Archie Shepp en Jeanne Lee (African Moods). Hij speelde ook met Horace Parlan, in het Südpool Project van Herbert Joos en met Bob Dorough. Vervolgens werkte hij vanuit München met de Gypsy Strings van Joe Bawelino, de groep van Alexandre Nussbaum, met het Quartetto Italiano en met zijn eigen band. Sinds de jaren 1980 werkt hij in verschillende formaties met Michael Hornstein, bijvoorbeeld in trio met Andreas Georgiou en met Bobby Falta.